# Сенсо (виноград)
Сенсо (фр. Cinsault) — технічний сорт червоного винограду.

## Розповсюдження

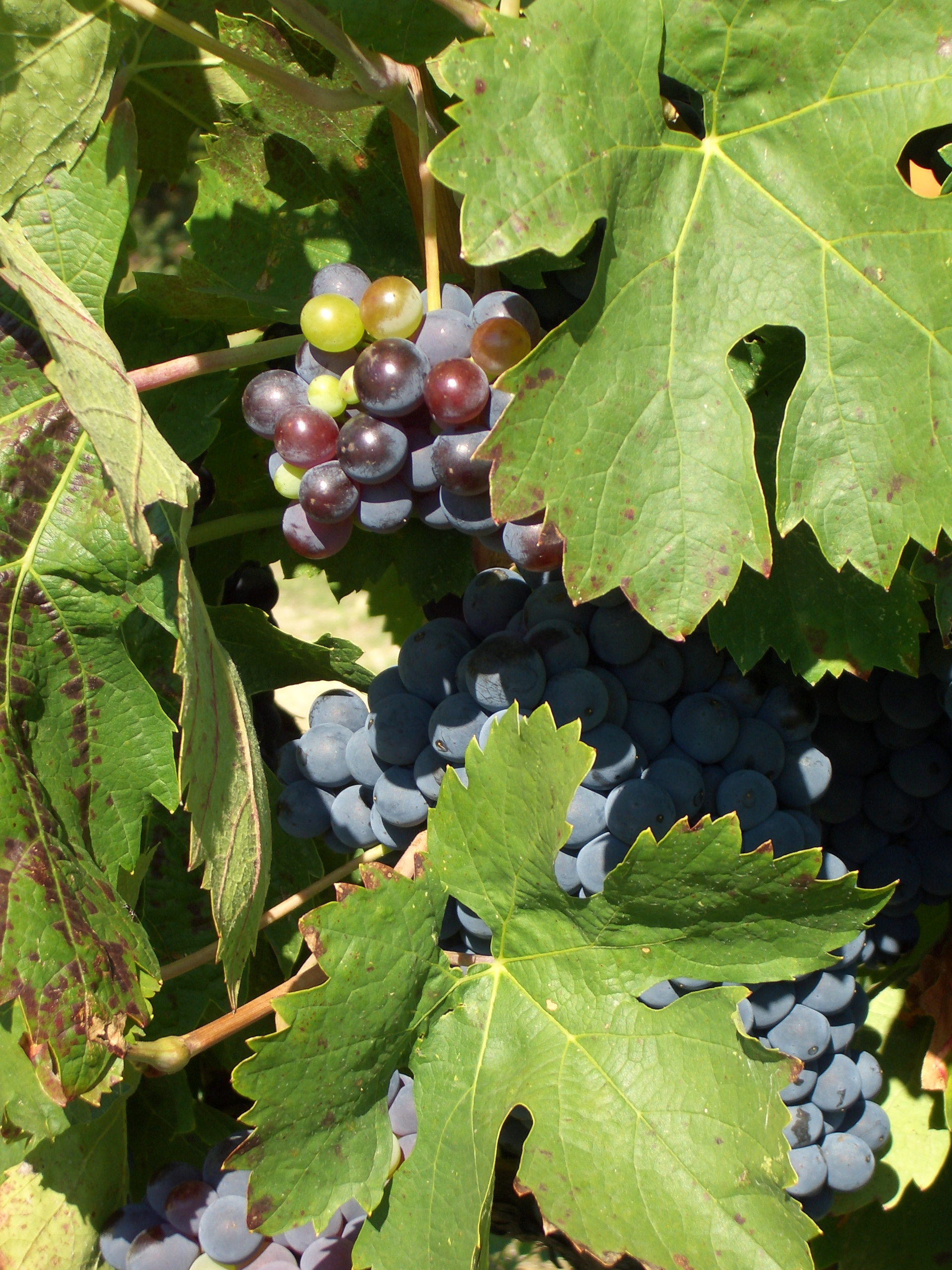
Виноград сенсо

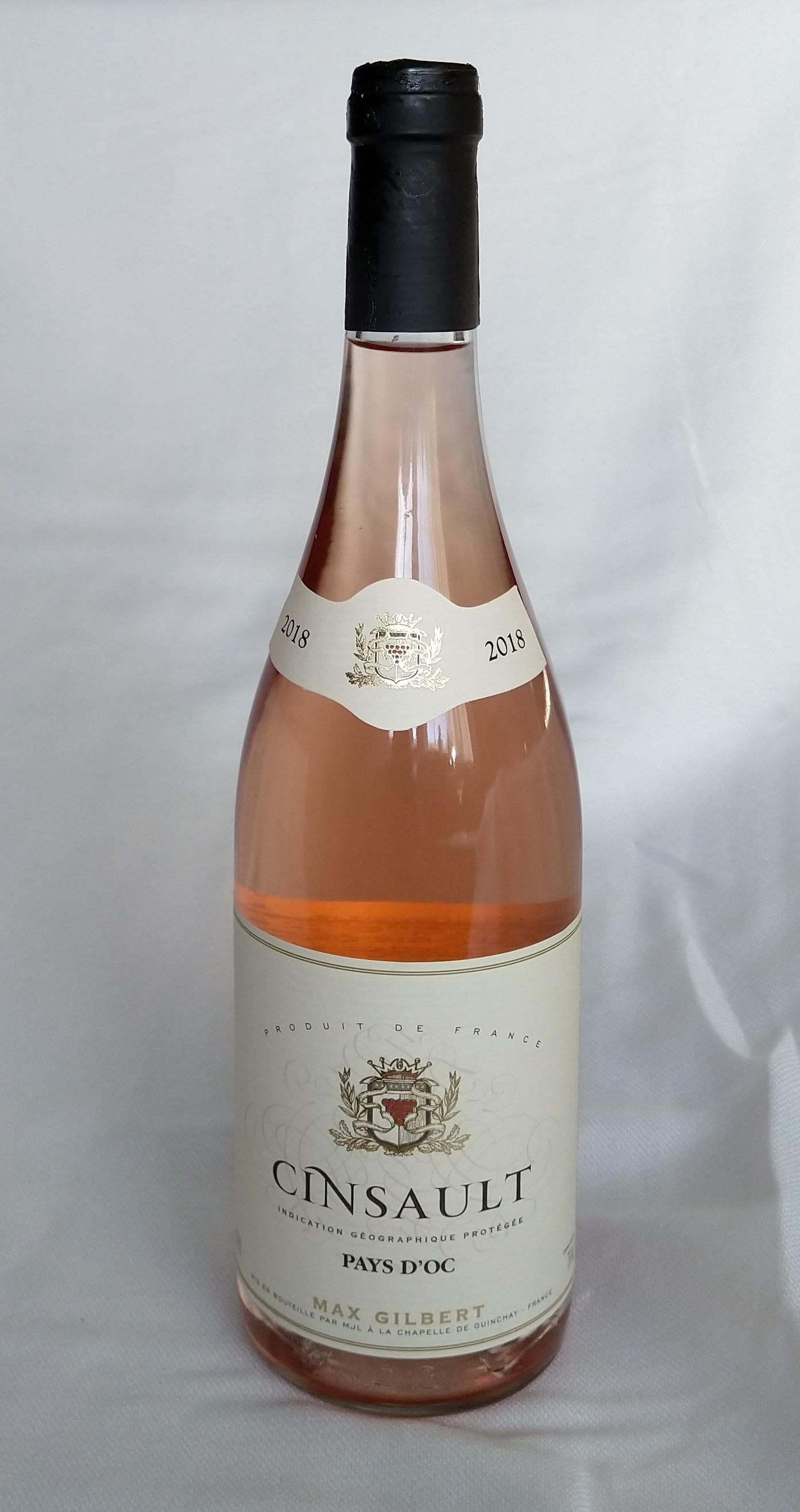
Пляшка рожевого вина з винограду сенсо

Сенсо є досить розповсюдженим сортом у Франції, особливо у регіонах Прованс та Лангедок-Русійон. У Марокко вважається головним сортом, також широко розповсюджений у всій Північній Африці — Алжирі, Тунісі, Лівані, завдяки своїй посухостійкості. Також вирощується у Новому Світі.

## Характеристика сорту
Коронка і перше листя молодого пагону майже білі від густого повстяного опушення, з винно-червоним відтінком. Наступні листя жовто-зелені з незначним опушенням. Однорічний пагін сірувато-коричневий. Лист середньої величини, круглий, плаский, з жолобчастим лопатями, глибоко- або средньорозсічений, п'ятилопатевий. Верхні вирізи середньої глибини або глибокі, частіше відкриті, ліроподібні, з паралельними сторонами, нижні середньої глибини, відкриті, ліроподібні. Черешкова виїмка відкрита, ліроподібні. Опушення нижньої поверхні листа павутинисте, на жилках щетинисте. Квітка у Сенсо двостатева. Гроно винограду середньої величини або велике (довжиною 16-18, шириною 10-12 см), конічне, рідше циліндроконічне, іноді з лопатями, середньої щільності або щільне. Ніжка грона коротка (довжиною 3-4 см). Маса грона 154-210 г, склад у відсотках: сік — 84,4; гребені — 2,6; шкірка — 11,8; насіння — 1,2. Ягода велика (довжиною 18-20, шириною 15-16 мм), овальна, темно-синя, з густим нальотом кутину. Шкірочка середньої товщини, еластична. М'якоть соковита, злегка хрустка, приємного освіжаючого смаку. Сік безбарвний, цукристість соку близько 17 г/100 мл, кислотність — 6-9 г/л. Маса 100 ягід — 260-340 г. У ягоді 2-4 невеликих насіння. Середньопізній сорт, дозрівання ягід настає при сумі активних температур 2855 °C. Врожайність висока та постійна. Сорт чутливий до оїдіуму, мільдью, сірої гнилі, філоксери. Транспортабельні властивості гарні..

## Характеристика вина
Моносортові вина з сенсо зустрічаються досить рідко, іноді з нього виготовляють сухі рожеві вина. Зазвичай він використовується для створення купажів сухих червоних вин (надає винам аромату). Вино з сенсо має виражену кислотність.